# أوتوجي
أوتوجي (هانغل: 오뚜기) هي شركة أغذية كورية جنوبية مقرها في أنيانغ سي، جيونغ جي دونغ، كوريا الجنوبية.